# Monsenhor Tabosa
Monsenhor Tabosa là một đô thị thuộc bang Ceará, Brasil. Đô thị này có diện tích 886,3 km², dân số năm 2007 là 16550 người, mật độ 18,67 người/km².